# Mauves
Mauves település Franciaországban, Ardèche megyében. Lakosainak száma 1192 fő (2022. január 1.). Mauves Glun, Plats, Tournon-sur-Rhône és La Roche-de-Glun községekkel határos.

## Népesség
A település népességének változása:
| Lakosok száma | 663  | 923  | 1027 | 1103 | 1178 | 1171 | 1177 | 1183 | 1191 | 1192 |
|               | 1968 | 1982 | 1990 | 2006 | 2013 | 2015 | 2017 | 2019 | 2020 | 2022 |